# گمینا ستژگووو
گمینا ستژگووو (به لهستانی:  Gmina Strzegowo) یک گمینا در لهستان است که در شهرستان مواوا واقع شده‌است. گمینا ستژگووو ۲۱۴٫۲۳ کیلومتر مربع مساحت و ۷٬۸۰۲ نفر جمعیت دارد.